# マイク・ファイスト
マイク・ファイスト（Mike Faist [faɪst], 本名：Michael David Faist、1992年1月5日 - ）は、アメリカ合衆国の俳優。マイク・フェイストとも表記される。

## 人物
オハイオ州ガハナ出身。幼少期から俳優に憧れ、地域の演劇に参加する。17歳の時にニューヨークへ移り、2011年に舞台俳優デビュー。芸術学校に所属するも、2セメスターで中退。2011年から舞台俳優として活動を始め、翌12年にはブロードウェイデビューを果たすとともに「The Unspeakable Act」で映画にも初出演する。

## 経歴
2015年から2018年までミュージカル『ディア・エヴァン・ハンセン』に出演し、第71回トニー賞ミュージカル部門最優秀主演男優賞にノミネートされたほか、第60回グラミー賞最優秀ミュージカル・シアター・アルバム賞、第45回デイタイム・エミー賞昼番組最優秀ミュージカル・パフォーマンス賞を受賞した。
映画やテレビドラマにも活躍の場を広げ、2021年に映画『ウエスト・サイド・ストーリー』の主人公トニーの相棒で、「ジェッツ」のリーダー・リフ役を演じて注目される。

## フィルモグラフィ
※役名は太字表記の主演。

### 映画
| 年   | 題名                                         | 役名                   | 吹替       |
| ---- | -------------------------------------------- | ---------------------- | ---------- |
| 2018 | ワイルドリング 変身する少女 Wildling         | ローレンス・ファウラー | TBA        |
| 2022 | ウエスト・サイド・ストーリー West Side Story | リフ                   | 小野賢章   |
| 2022 | Pinball: The Man Who Saved the Game          | ロジャー・シャープ     | N/A        |
| 2024 | チャレンジャーズ Challengers                 | アート・ドナルドソン   | 西健亮     |
| 2024 | ザ・バイクライダーズ The Bikeriders          | ダニー・ライアン       | 篠原孝太朗 |

### テレビシリーズ

#### テレビドラマ
| 年   | 題名                                                       | 役名               | 備考       | 吹替 |
| ---- | ---------------------------------------------------------- | ------------------ | ---------- | ---- |
| 2017 | LAW & ORDER:性犯罪特捜班 Law & Order: Special Victims Unit | グレン・ローレンス | 計1話出演  | TBA  |
| 2021 | パニック 秘密のゲーム Panic                                | ドッジ・メイソン   | 計10話出演 | TBA  |

#### WEB配信ドラマ
| 年  | 題名         | 役名                 | 配信局  | 備考                | 吹替 | ft            |
| --- | ------------ | -------------------- | ------- | ------------------- | ---- | ------------- |
| TBA | East of Eden | チャールズ・トラスク | Netflix | ミニシリーズ 撮影中 |      | [ 10 ] [ 11 ] |

## 舞台
- ニュージーズ Newsies The Musical (2011-2013)
- ディア・エヴァン・ハンセン Dear Evan Hansen (2015-2018)
- ブロークバック・マウンテン Brokeback Mountain (2023)[12][13]